# Nectarinia notata
Nectarinia notata é uma espécie de ave da família Nectariniidae.
Pode ser encontrada nos seguintes países: Comores, Madagáscar e Mayotte.
Os seus habitats naturais são: florestas secas tropicais ou subtropicais , florestas subtropicais ou tropicais húmidas de baixa altitude, florestas de mangal tropicais ou subtropicais e regiões subtropicais ou tropicais húmidas de alta altitude.